# U mnie maj
U mnie maj – singel Łukasza Zagrobelnego, pochodzący z albumu Ja tu zostaję. Utwór został napisany i skomponowany przez samego wokalistę we współpracy z Bogdanem Kondrackim (muzyka), Joanną Prykowską (tekst) i Karoliną Kozak (tekst).
Piosenka była notowana na 1. miejscu listy AirPlay, najczęściej granych utworów w polskich rozgłośniach radiowych.
8 czerwca 2013 kompozycja została zaprezentowana na festiwalu TOPtrendy 2013 w koncercie Największe Przeboje Roku wśród utworów, które były najczęściej granymi w polskich stacjach radiowych w poprzedzającym roku.

## Notowania

### Pozycje na listach airplay
| Kraj   | Lista (2012)               | Najwyższa pozycja |
| ------ | -------------------------- | ----------------- |
| Polska | AirPlay – Nowości          | 1                 |
| Polska | AirPlay – Największe skoki | 1                 |

### Pozycje na radiowych listach przebojów
| Kraj   | Lista (2012)      | Najwyższa pozycja |
| ------ | ----------------- | ----------------- |
| Polska | RMF FM (POPLista) | 1                 |

## Nagrody i nominacje
| Rok  | Konkurs                  | Kategoria                                             | Rezultat    |
| ---- | ------------------------ | ----------------------------------------------------- | ----------- |
| 2012 | Przebój lata RMF FM 2012 | Przebój lata                                          | 20. miejsce |
| 2012 | Top 50 Poplisty RMF FM   | 50 najczęściej notowanych utworów na Popliście w 2012 | 14. miejsce |
| 2013 | TOPtrendy 2013           | Największe przeboje roku                              | Nominacja   |